# The world starts with me!
The world starts with me! ist ein computergestütztes Programm zur sexuellen Aufklärung und zur AIDS-Prävention. Zielgruppe des Projektes waren zunächst 12- bis 19-jährige Jugendliche mit englischen Sprachkenntnissen in Uganda. Uganda hatte 2004 landesweit 52 Schulen mit Internetzugang; bis zu dem Jahr 2008 waren 100 Schulen an das Projekt angeschlossen. Die wissenschaftliche Evaluation des Projekts war für 2008 vorgesehen.
In Kenia, Indonesien, Thailand, Nigeria, Vietnam und Indien wurde WSWM eingesetzt.
Das Programm wurde von der niederländischen nichtstaatlichen Organisation World Population Foundation in Zusammenarbeit mit Butterfly Works und dem Ugandan Schoolnet entwickelt. 2004 wurde das Projekt im Rahmen des Prix Ars Electronica mit einer Goldenen Nica  in der Kategorie Digital Communities ausgezeichnet.